# Teritorium Michigan
Teritorium Michigan (anglicky Michigan Territory) bylo organizované začleněné území Spojených států amerických, které existovalo od roku 1805 do roku 1837, kdy byl finální rozsah teritoria přijat do Unie jako stát Michigan. Teritorium vzniklo na základě zákona Enabling Act v roce 1805.

## Dějiny
Území bylo postupně zpřístupňováno Evropanům od konce 17. století. Mělo význam hlavně jako místo kontroly obchodu s kožešinami.
Od roku 1774 bylo součástí provincie Quebec a od roku 1796 trvalou součástí Spojených státu. První okres, Wayne County byl založen již 15. srpna 1796.
Ekonomicky významnou stavbou bylo otevření kanálu The Erie Canal v roce 1825, který umožnil osadníkům z Nové Anglie a New Yorku dosáhnout Michigan po vodě od Albany a Buffala. Michigan vedl dokonce v roce 1835 válku s Ohiem o území Toleda. Tohoto území se nakonec Michigan vzdal výměnou za západní sekci horního poloostrova Michiganu. Při svém vstupu do Unie měl Michigan počet obyvatel 200 000, což bylo mnohem víc, než požadovaná hranice z Northwest Ordinance, která činila 60 000 obyvatel.

## Obyvatelstvo teritoria
Sčítáni obyvatel v teritoriu nezahrnovalo Indiány, kteří na základě Ústavy Spojených státu nebyli zdaněni "Indians not taxed" (Článek I, odsek. 2). V roce 1800 mělo Severozápadní teritorium 43 365 obyvatel. V smyslu Northwest Ordinance territorium muže požádat o členstvo, když počet obyvatel převýší 60 000.
| Rok  | Počet obyvatel |
| ---- | -------------- |
| 1810 | 4,762          |
| 1820 | 8,896          |
| 1830 | 31,639         |
| 1834 | 87,273         |
| 1840 | 212,267        |